# Зайцев, Юрий Константинович
Ю́рий Константи́нович За́йцев (17 января 1951, Победино, Сахалинская область — 30 сентября 2022, Днепр, Украина) — советский тяжелоатлет, олимпийский чемпион (1976), двукратный чемпион мира (1976, 1978), заслуженный мастер спорта СССР (1976).

## Спортивная карьера
Чемпион Казахской ССР (1974—1978), неоднократный обладатель Кубка СССР (1974, Запорожье; 1976, Свердловск; 1977, Рязань; 1979, Фрунзе), чемпион СССР (1976, Свердловск), Европы (1978, Гавиржов, Чехия; 1979, Варна, Болгария), мира (1976, Монреаль, Канада; 1978, Геттисберг, США) и XXI Олимпийских игр (1976, Монреаль, Канада).
| Международные соревнования |              |                  |           |           |                |
| Год                        | Соревнование | Место проведения | Результат | Сумма, кг | Рывок + толчок |
| 1974                       | ЧМ           | Манила           | 3-е место | 367,5     | 160 + 207,5    |
| 1976                       | ЧЕ           | Берлин           | 2-е место | 400       | 172,5 + 227,5  |
| 1976                       | ОИ (ЧМ)      | Монреаль         | чемпион   | 385       | 165 + 220      |
| 1977                       | ЧМ (ЧЕ)      | Штутгарт         | 2-е место | 395       | 170 + 225      |
| 1978                       | ЧЕ           | Гавиржов         | чемпион   | 402,5     | 177,5 + 225    |
| 1978                       | ЧМ           | Геттисберг       | чемпион   | 402,5     | 172,5 + 230    |
| 1979                       | ЧЕ           | Варна            | чемпион   | 400       | 172,5 + 227,5  |
| Чемпионат СССР             |              |                  |           |           |                |
| Год                        | Соревнование | Место проведения | Результат | Сумма, кг | Рывок + толчок |
| 1975                       |              | Вильнюс          | 2-е место | 387,5     | 165 + 222,5    |
| 1976                       |              | Караганда        | чемпион   | 395       | 172,5 + 222,5  |
| 1978                       |              | Киев             | 2-е место | 395       | 170 + 225      |
| 1979                       |              | Ленинград        | 3-е место | 395       | 172,5 + 222,5  |

В 1975—1980 годах установил 2 мировых рекорда и 4 рекорда СССР.

## Награды
- Орден «Знак Почёта»
- Медаль «За трудовую доблесть»